# Merremia warderensis
Merremia warderensis är en vindeväxtart som beskrevs av Sebsebe Demissew. Merremia warderensis ingår i släktet Merremia och familjen vindeväxter. Inga underarter finns listade i Catalogue of Life.